# Васильев, Виктор Андреевич (шахматист)
Виктор Андреевич Васильев (1916—1950) — советский ленинградский шахматист. Мастер спорта СССР с 1941 года. Инженер-строитель.

## Биография
Неоднократный призёр первенств Ленинграда. Двукратный чемпион ВФСО «Динамо» (1948 и 1950 гг.).
В составе сборной Ленинграда серебряный призёр командного первенства СССР 1948 г.
После начала войны добровольцем записался в ленинградское ополчение. В бою на подступах к Ленинграду был тяжело ранен. Потерял руку и ногу. Проходил лечение в омском эвакогоспитале.
После войны вернулся в Ленинград. Был членом президиума городской шахматной секции, возглавлял ленинградскую коллегию судей. Занимался тренерской деятельностью. Работал с молодыми шахматистками. Среди учениц — будущий гроссмейстер Л. И. Вольперт.
Умер от последствий полученного ранения.

## Спортивные результаты
| Год         | Город          | Соревнование                                               | + | − | =  | Очки      | Место  |
| ----------- | -------------- | ---------------------------------------------------------- | - | - | -- | --------- | ------ |
| 1935        | Ленинград      | Зимний турнир I категории (группа № 2)                     | 6 | 2 | 1  | 6½ из 9   | 2      |
|             | Ленинград      | «Проверочный» турнир I категории (группа № 2)              | 6 | 1 | 4  | 8 из 11   | 1      |
| 1936        | Ленинград      | Первенство Ленинграда                                      | 1 | 7 | 6  | 4 из 14   | 8      |
| 1938        | Ленинград      | Первенство ВЦСПС                                           | 7 | 6 | 8  | 11 из 21  | 12—13  |
|             | Ленинград      | Первенство Ленинграда                                      | 6 | 1 | 5  | 8½ из 13  | 2      |
| 1939        | Ленинград      | Первенство Ленинграда                                      | 3 | 7 | 5  | 5½ из 15  | 13     |
|             | Ростов-на-Дону | Всесоюзный турнир кандидатов в мастера спорта (группа № 2) | 5 | 5 | 3  | 6½ из 13  | 8      |
| 1940        |                | Всесоюзный турнир кандидатов в мастера спорта (группа № 2) | 4 | 1 | 6  | 7 из 11   | 2      |
|             | Ленинград      | Первенство Ленинграда                                      | 9 | 4 | 3  | 10½ из 16 | 2—4    |
| 1941        | Ростов-на-Дону | Полуфинал 13-го чемпионата СССР (группа IV)                | 0 | 1 | 3  | 1½ из 4   | [ 14 ] |
| 1942 / 1943 | Омск           | Первенство Омска                                           |   |   |    |           | 1      |
| 1945        | Ленинград      | Полуфинал 14-го чемпионата СССР                            | 4 | 6 | 5  | 6½ из 15  | 12—13  |
| 1946        | Ленинград      | Турнир с участием финских мастеров                         | 6 | 3 | 2  | 7 из 11   | 2—5    |
|             | Ленинград      | Матч со сборной Праги и Братиславы (против Л. Пахмана)     | 0 | 0 | 2  | 1 из 2    |        |
|             | Ленинград      | Первенство Ленинграда                                      | 6 | 2 | 9  | 10½ из 17 | 3—5    |
|             | Ленинград      | Всесоюзный турнир кандидатов в мастера спорта              | 6 | 1 | 8  | 10 из 15  | 3—5    |
|             | Тбилиси        | Полуфинал 15-го чемпионата СССР                            | 6 | 6 | 5  | 8½ из 17  | 8—11   |
| 1947        | Ленинград      | Полуфинал 16-го чемпионата СССР                            | 4 | 1 | 10 | 9 из 15   | 5—6    |
| 1948        | Ленинград      | Командное первенство СССР (сборная Ленинграда, 5-я доска)  | 5 | 1 | 0  | 5 из 6    |        |
|             | Ленинград      | Первенство Ленинграда                                      |   |   |    |           | 2—3    |
| 1949        | Ленинград      | Первенство Ленинграда                                      |   |   |    |           | 2—4    |
|             | Тбилиси        | Полуфинал 17-го чемпионата СССР                            | 3 | 3 | 10 | 8 из 16   | 10     |

## Примечательная партия
|   | a | b | c | d | e | f | g | h |   |
| - | --- | --- | --- | --- | --- | --- | --- | --- | - |
| 8 | a8 чёрная ладья · d8 чёрный ферзь · f8 чёрная ладья · g8 чёрный король · a7 чёрная пешка · f7 чёрная пешка · g7 чёрная пешка · b6 чёрная пешка · c6 чёрный слон · f6 чёрный слон · h6 чёрная пешка · d5 чёрная пешка · c3 белый конь · e3 белая пешка · a2 белая пешка · b2 белая пешка · c2 белый ферзь · f2 белая пешка · g2 белая пешка · h2 белая пешка · b1 белый король · d1 белая ладья · f1 белый слон · h1 белая ладья | a8 чёрная ладья · d8 чёрный ферзь · f8 чёрная ладья · g8 чёрный король · a7 чёрная пешка · f7 чёрная пешка · g7 чёрная пешка · b6 чёрная пешка · c6 чёрный слон · f6 чёрный слон · h6 чёрная пешка · d5 чёрная пешка · c3 белый конь · e3 белая пешка · a2 белая пешка · b2 белая пешка · c2 белый ферзь · f2 белая пешка · g2 белая пешка · h2 белая пешка · b1 белый король · d1 белая ладья · f1 белый слон · h1 белая ладья | a8 чёрная ладья · d8 чёрный ферзь · f8 чёрная ладья · g8 чёрный король · a7 чёрная пешка · f7 чёрная пешка · g7 чёрная пешка · b6 чёрная пешка · c6 чёрный слон · f6 чёрный слон · h6 чёрная пешка · d5 чёрная пешка · c3 белый конь · e3 белая пешка · a2 белая пешка · b2 белая пешка · c2 белый ферзь · f2 белая пешка · g2 белая пешка · h2 белая пешка · b1 белый король · d1 белая ладья · f1 белый слон · h1 белая ладья | a8 чёрная ладья · d8 чёрный ферзь · f8 чёрная ладья · g8 чёрный король · a7 чёрная пешка · f7 чёрная пешка · g7 чёрная пешка · b6 чёрная пешка · c6 чёрный слон · f6 чёрный слон · h6 чёрная пешка · d5 чёрная пешка · c3 белый конь · e3 белая пешка · a2 белая пешка · b2 белая пешка · c2 белый ферзь · f2 белая пешка · g2 белая пешка · h2 белая пешка · b1 белый король · d1 белая ладья · f1 белый слон · h1 белая ладья | a8 чёрная ладья · d8 чёрный ферзь · f8 чёрная ладья · g8 чёрный король · a7 чёрная пешка · f7 чёрная пешка · g7 чёрная пешка · b6 чёрная пешка · c6 чёрный слон · f6 чёрный слон · h6 чёрная пешка · d5 чёрная пешка · c3 белый конь · e3 белая пешка · a2 белая пешка · b2 белая пешка · c2 белый ферзь · f2 белая пешка · g2 белая пешка · h2 белая пешка · b1 белый король · d1 белая ладья · f1 белый слон · h1 белая ладья | a8 чёрная ладья · d8 чёрный ферзь · f8 чёрная ладья · g8 чёрный король · a7 чёрная пешка · f7 чёрная пешка · g7 чёрная пешка · b6 чёрная пешка · c6 чёрный слон · f6 чёрный слон · h6 чёрная пешка · d5 чёрная пешка · c3 белый конь · e3 белая пешка · a2 белая пешка · b2 белая пешка · c2 белый ферзь · f2 белая пешка · g2 белая пешка · h2 белая пешка · b1 белый король · d1 белая ладья · f1 белый слон · h1 белая ладья | a8 чёрная ладья · d8 чёрный ферзь · f8 чёрная ладья · g8 чёрный король · a7 чёрная пешка · f7 чёрная пешка · g7 чёрная пешка · b6 чёрная пешка · c6 чёрный слон · f6 чёрный слон · h6 чёрная пешка · d5 чёрная пешка · c3 белый конь · e3 белая пешка · a2 белая пешка · b2 белая пешка · c2 белый ферзь · f2 белая пешка · g2 белая пешка · h2 белая пешка · b1 белый король · d1 белая ладья · f1 белый слон · h1 белая ладья | a8 чёрная ладья · d8 чёрный ферзь · f8 чёрная ладья · g8 чёрный король · a7 чёрная пешка · f7 чёрная пешка · g7 чёрная пешка · b6 чёрная пешка · c6 чёрный слон · f6 чёрный слон · h6 чёрная пешка · d5 чёрная пешка · c3 белый конь · e3 белая пешка · a2 белая пешка · b2 белая пешка · c2 белый ферзь · f2 белая пешка · g2 белая пешка · h2 белая пешка · b1 белый король · d1 белая ладья · f1 белый слон · h1 белая ладья | 8 |
| 7 | a8 чёрная ладья · d8 чёрный ферзь · f8 чёрная ладья · g8 чёрный король · a7 чёрная пешка · f7 чёрная пешка · g7 чёрная пешка · b6 чёрная пешка · c6 чёрный слон · f6 чёрный слон · h6 чёрная пешка · d5 чёрная пешка · c3 белый конь · e3 белая пешка · a2 белая пешка · b2 белая пешка · c2 белый ферзь · f2 белая пешка · g2 белая пешка · h2 белая пешка · b1 белый король · d1 белая ладья · f1 белый слон · h1 белая ладья | a8 чёрная ладья · d8 чёрный ферзь · f8 чёрная ладья · g8 чёрный король · a7 чёрная пешка · f7 чёрная пешка · g7 чёрная пешка · b6 чёрная пешка · c6 чёрный слон · f6 чёрный слон · h6 чёрная пешка · d5 чёрная пешка · c3 белый конь · e3 белая пешка · a2 белая пешка · b2 белая пешка · c2 белый ферзь · f2 белая пешка · g2 белая пешка · h2 белая пешка · b1 белый король · d1 белая ладья · f1 белый слон · h1 белая ладья | a8 чёрная ладья · d8 чёрный ферзь · f8 чёрная ладья · g8 чёрный король · a7 чёрная пешка · f7 чёрная пешка · g7 чёрная пешка · b6 чёрная пешка · c6 чёрный слон · f6 чёрный слон · h6 чёрная пешка · d5 чёрная пешка · c3 белый конь · e3 белая пешка · a2 белая пешка · b2 белая пешка · c2 белый ферзь · f2 белая пешка · g2 белая пешка · h2 белая пешка · b1 белый король · d1 белая ладья · f1 белый слон · h1 белая ладья | a8 чёрная ладья · d8 чёрный ферзь · f8 чёрная ладья · g8 чёрный король · a7 чёрная пешка · f7 чёрная пешка · g7 чёрная пешка · b6 чёрная пешка · c6 чёрный слон · f6 чёрный слон · h6 чёрная пешка · d5 чёрная пешка · c3 белый конь · e3 белая пешка · a2 белая пешка · b2 белая пешка · c2 белый ферзь · f2 белая пешка · g2 белая пешка · h2 белая пешка · b1 белый король · d1 белая ладья · f1 белый слон · h1 белая ладья | a8 чёрная ладья · d8 чёрный ферзь · f8 чёрная ладья · g8 чёрный король · a7 чёрная пешка · f7 чёрная пешка · g7 чёрная пешка · b6 чёрная пешка · c6 чёрный слон · f6 чёрный слон · h6 чёрная пешка · d5 чёрная пешка · c3 белый конь · e3 белая пешка · a2 белая пешка · b2 белая пешка · c2 белый ферзь · f2 белая пешка · g2 белая пешка · h2 белая пешка · b1 белый король · d1 белая ладья · f1 белый слон · h1 белая ладья | a8 чёрная ладья · d8 чёрный ферзь · f8 чёрная ладья · g8 чёрный король · a7 чёрная пешка · f7 чёрная пешка · g7 чёрная пешка · b6 чёрная пешка · c6 чёрный слон · f6 чёрный слон · h6 чёрная пешка · d5 чёрная пешка · c3 белый конь · e3 белая пешка · a2 белая пешка · b2 белая пешка · c2 белый ферзь · f2 белая пешка · g2 белая пешка · h2 белая пешка · b1 белый король · d1 белая ладья · f1 белый слон · h1 белая ладья | a8 чёрная ладья · d8 чёрный ферзь · f8 чёрная ладья · g8 чёрный король · a7 чёрная пешка · f7 чёрная пешка · g7 чёрная пешка · b6 чёрная пешка · c6 чёрный слон · f6 чёрный слон · h6 чёрная пешка · d5 чёрная пешка · c3 белый конь · e3 белая пешка · a2 белая пешка · b2 белая пешка · c2 белый ферзь · f2 белая пешка · g2 белая пешка · h2 белая пешка · b1 белый король · d1 белая ладья · f1 белый слон · h1 белая ладья | a8 чёрная ладья · d8 чёрный ферзь · f8 чёрная ладья · g8 чёрный король · a7 чёрная пешка · f7 чёрная пешка · g7 чёрная пешка · b6 чёрная пешка · c6 чёрный слон · f6 чёрный слон · h6 чёрная пешка · d5 чёрная пешка · c3 белый конь · e3 белая пешка · a2 белая пешка · b2 белая пешка · c2 белый ферзь · f2 белая пешка · g2 белая пешка · h2 белая пешка · b1 белый король · d1 белая ладья · f1 белый слон · h1 белая ладья | 7 |
| 6 | a8 чёрная ладья · d8 чёрный ферзь · f8 чёрная ладья · g8 чёрный король · a7 чёрная пешка · f7 чёрная пешка · g7 чёрная пешка · b6 чёрная пешка · c6 чёрный слон · f6 чёрный слон · h6 чёрная пешка · d5 чёрная пешка · c3 белый конь · e3 белая пешка · a2 белая пешка · b2 белая пешка · c2 белый ферзь · f2 белая пешка · g2 белая пешка · h2 белая пешка · b1 белый король · d1 белая ладья · f1 белый слон · h1 белая ладья | a8 чёрная ладья · d8 чёрный ферзь · f8 чёрная ладья · g8 чёрный король · a7 чёрная пешка · f7 чёрная пешка · g7 чёрная пешка · b6 чёрная пешка · c6 чёрный слон · f6 чёрный слон · h6 чёрная пешка · d5 чёрная пешка · c3 белый конь · e3 белая пешка · a2 белая пешка · b2 белая пешка · c2 белый ферзь · f2 белая пешка · g2 белая пешка · h2 белая пешка · b1 белый король · d1 белая ладья · f1 белый слон · h1 белая ладья | a8 чёрная ладья · d8 чёрный ферзь · f8 чёрная ладья · g8 чёрный король · a7 чёрная пешка · f7 чёрная пешка · g7 чёрная пешка · b6 чёрная пешка · c6 чёрный слон · f6 чёрный слон · h6 чёрная пешка · d5 чёрная пешка · c3 белый конь · e3 белая пешка · a2 белая пешка · b2 белая пешка · c2 белый ферзь · f2 белая пешка · g2 белая пешка · h2 белая пешка · b1 белый король · d1 белая ладья · f1 белый слон · h1 белая ладья | a8 чёрная ладья · d8 чёрный ферзь · f8 чёрная ладья · g8 чёрный король · a7 чёрная пешка · f7 чёрная пешка · g7 чёрная пешка · b6 чёрная пешка · c6 чёрный слон · f6 чёрный слон · h6 чёрная пешка · d5 чёрная пешка · c3 белый конь · e3 белая пешка · a2 белая пешка · b2 белая пешка · c2 белый ферзь · f2 белая пешка · g2 белая пешка · h2 белая пешка · b1 белый король · d1 белая ладья · f1 белый слон · h1 белая ладья | a8 чёрная ладья · d8 чёрный ферзь · f8 чёрная ладья · g8 чёрный король · a7 чёрная пешка · f7 чёрная пешка · g7 чёрная пешка · b6 чёрная пешка · c6 чёрный слон · f6 чёрный слон · h6 чёрная пешка · d5 чёрная пешка · c3 белый конь · e3 белая пешка · a2 белая пешка · b2 белая пешка · c2 белый ферзь · f2 белая пешка · g2 белая пешка · h2 белая пешка · b1 белый король · d1 белая ладья · f1 белый слон · h1 белая ладья | a8 чёрная ладья · d8 чёрный ферзь · f8 чёрная ладья · g8 чёрный король · a7 чёрная пешка · f7 чёрная пешка · g7 чёрная пешка · b6 чёрная пешка · c6 чёрный слон · f6 чёрный слон · h6 чёрная пешка · d5 чёрная пешка · c3 белый конь · e3 белая пешка · a2 белая пешка · b2 белая пешка · c2 белый ферзь · f2 белая пешка · g2 белая пешка · h2 белая пешка · b1 белый король · d1 белая ладья · f1 белый слон · h1 белая ладья | a8 чёрная ладья · d8 чёрный ферзь · f8 чёрная ладья · g8 чёрный король · a7 чёрная пешка · f7 чёрная пешка · g7 чёрная пешка · b6 чёрная пешка · c6 чёрный слон · f6 чёрный слон · h6 чёрная пешка · d5 чёрная пешка · c3 белый конь · e3 белая пешка · a2 белая пешка · b2 белая пешка · c2 белый ферзь · f2 белая пешка · g2 белая пешка · h2 белая пешка · b1 белый король · d1 белая ладья · f1 белый слон · h1 белая ладья | a8 чёрная ладья · d8 чёрный ферзь · f8 чёрная ладья · g8 чёрный король · a7 чёрная пешка · f7 чёрная пешка · g7 чёрная пешка · b6 чёрная пешка · c6 чёрный слон · f6 чёрный слон · h6 чёрная пешка · d5 чёрная пешка · c3 белый конь · e3 белая пешка · a2 белая пешка · b2 белая пешка · c2 белый ферзь · f2 белая пешка · g2 белая пешка · h2 белая пешка · b1 белый король · d1 белая ладья · f1 белый слон · h1 белая ладья | 6 |
| 5 | a8 чёрная ладья · d8 чёрный ферзь · f8 чёрная ладья · g8 чёрный король · a7 чёрная пешка · f7 чёрная пешка · g7 чёрная пешка · b6 чёрная пешка · c6 чёрный слон · f6 чёрный слон · h6 чёрная пешка · d5 чёрная пешка · c3 белый конь · e3 белая пешка · a2 белая пешка · b2 белая пешка · c2 белый ферзь · f2 белая пешка · g2 белая пешка · h2 белая пешка · b1 белый король · d1 белая ладья · f1 белый слон · h1 белая ладья | a8 чёрная ладья · d8 чёрный ферзь · f8 чёрная ладья · g8 чёрный король · a7 чёрная пешка · f7 чёрная пешка · g7 чёрная пешка · b6 чёрная пешка · c6 чёрный слон · f6 чёрный слон · h6 чёрная пешка · d5 чёрная пешка · c3 белый конь · e3 белая пешка · a2 белая пешка · b2 белая пешка · c2 белый ферзь · f2 белая пешка · g2 белая пешка · h2 белая пешка · b1 белый король · d1 белая ладья · f1 белый слон · h1 белая ладья | a8 чёрная ладья · d8 чёрный ферзь · f8 чёрная ладья · g8 чёрный король · a7 чёрная пешка · f7 чёрная пешка · g7 чёрная пешка · b6 чёрная пешка · c6 чёрный слон · f6 чёрный слон · h6 чёрная пешка · d5 чёрная пешка · c3 белый конь · e3 белая пешка · a2 белая пешка · b2 белая пешка · c2 белый ферзь · f2 белая пешка · g2 белая пешка · h2 белая пешка · b1 белый король · d1 белая ладья · f1 белый слон · h1 белая ладья | a8 чёрная ладья · d8 чёрный ферзь · f8 чёрная ладья · g8 чёрный король · a7 чёрная пешка · f7 чёрная пешка · g7 чёрная пешка · b6 чёрная пешка · c6 чёрный слон · f6 чёрный слон · h6 чёрная пешка · d5 чёрная пешка · c3 белый конь · e3 белая пешка · a2 белая пешка · b2 белая пешка · c2 белый ферзь · f2 белая пешка · g2 белая пешка · h2 белая пешка · b1 белый король · d1 белая ладья · f1 белый слон · h1 белая ладья | a8 чёрная ладья · d8 чёрный ферзь · f8 чёрная ладья · g8 чёрный король · a7 чёрная пешка · f7 чёрная пешка · g7 чёрная пешка · b6 чёрная пешка · c6 чёрный слон · f6 чёрный слон · h6 чёрная пешка · d5 чёрная пешка · c3 белый конь · e3 белая пешка · a2 белая пешка · b2 белая пешка · c2 белый ферзь · f2 белая пешка · g2 белая пешка · h2 белая пешка · b1 белый король · d1 белая ладья · f1 белый слон · h1 белая ладья | a8 чёрная ладья · d8 чёрный ферзь · f8 чёрная ладья · g8 чёрный король · a7 чёрная пешка · f7 чёрная пешка · g7 чёрная пешка · b6 чёрная пешка · c6 чёрный слон · f6 чёрный слон · h6 чёрная пешка · d5 чёрная пешка · c3 белый конь · e3 белая пешка · a2 белая пешка · b2 белая пешка · c2 белый ферзь · f2 белая пешка · g2 белая пешка · h2 белая пешка · b1 белый король · d1 белая ладья · f1 белый слон · h1 белая ладья | a8 чёрная ладья · d8 чёрный ферзь · f8 чёрная ладья · g8 чёрный король · a7 чёрная пешка · f7 чёрная пешка · g7 чёрная пешка · b6 чёрная пешка · c6 чёрный слон · f6 чёрный слон · h6 чёрная пешка · d5 чёрная пешка · c3 белый конь · e3 белая пешка · a2 белая пешка · b2 белая пешка · c2 белый ферзь · f2 белая пешка · g2 белая пешка · h2 белая пешка · b1 белый король · d1 белая ладья · f1 белый слон · h1 белая ладья | a8 чёрная ладья · d8 чёрный ферзь · f8 чёрная ладья · g8 чёрный король · a7 чёрная пешка · f7 чёрная пешка · g7 чёрная пешка · b6 чёрная пешка · c6 чёрный слон · f6 чёрный слон · h6 чёрная пешка · d5 чёрная пешка · c3 белый конь · e3 белая пешка · a2 белая пешка · b2 белая пешка · c2 белый ферзь · f2 белая пешка · g2 белая пешка · h2 белая пешка · b1 белый король · d1 белая ладья · f1 белый слон · h1 белая ладья | 5 |
| 4 | a8 чёрная ладья · d8 чёрный ферзь · f8 чёрная ладья · g8 чёрный король · a7 чёрная пешка · f7 чёрная пешка · g7 чёрная пешка · b6 чёрная пешка · c6 чёрный слон · f6 чёрный слон · h6 чёрная пешка · d5 чёрная пешка · c3 белый конь · e3 белая пешка · a2 белая пешка · b2 белая пешка · c2 белый ферзь · f2 белая пешка · g2 белая пешка · h2 белая пешка · b1 белый король · d1 белая ладья · f1 белый слон · h1 белая ладья | a8 чёрная ладья · d8 чёрный ферзь · f8 чёрная ладья · g8 чёрный король · a7 чёрная пешка · f7 чёрная пешка · g7 чёрная пешка · b6 чёрная пешка · c6 чёрный слон · f6 чёрный слон · h6 чёрная пешка · d5 чёрная пешка · c3 белый конь · e3 белая пешка · a2 белая пешка · b2 белая пешка · c2 белый ферзь · f2 белая пешка · g2 белая пешка · h2 белая пешка · b1 белый король · d1 белая ладья · f1 белый слон · h1 белая ладья | a8 чёрная ладья · d8 чёрный ферзь · f8 чёрная ладья · g8 чёрный король · a7 чёрная пешка · f7 чёрная пешка · g7 чёрная пешка · b6 чёрная пешка · c6 чёрный слон · f6 чёрный слон · h6 чёрная пешка · d5 чёрная пешка · c3 белый конь · e3 белая пешка · a2 белая пешка · b2 белая пешка · c2 белый ферзь · f2 белая пешка · g2 белая пешка · h2 белая пешка · b1 белый король · d1 белая ладья · f1 белый слон · h1 белая ладья | a8 чёрная ладья · d8 чёрный ферзь · f8 чёрная ладья · g8 чёрный король · a7 чёрная пешка · f7 чёрная пешка · g7 чёрная пешка · b6 чёрная пешка · c6 чёрный слон · f6 чёрный слон · h6 чёрная пешка · d5 чёрная пешка · c3 белый конь · e3 белая пешка · a2 белая пешка · b2 белая пешка · c2 белый ферзь · f2 белая пешка · g2 белая пешка · h2 белая пешка · b1 белый король · d1 белая ладья · f1 белый слон · h1 белая ладья | a8 чёрная ладья · d8 чёрный ферзь · f8 чёрная ладья · g8 чёрный король · a7 чёрная пешка · f7 чёрная пешка · g7 чёрная пешка · b6 чёрная пешка · c6 чёрный слон · f6 чёрный слон · h6 чёрная пешка · d5 чёрная пешка · c3 белый конь · e3 белая пешка · a2 белая пешка · b2 белая пешка · c2 белый ферзь · f2 белая пешка · g2 белая пешка · h2 белая пешка · b1 белый король · d1 белая ладья · f1 белый слон · h1 белая ладья | a8 чёрная ладья · d8 чёрный ферзь · f8 чёрная ладья · g8 чёрный король · a7 чёрная пешка · f7 чёрная пешка · g7 чёрная пешка · b6 чёрная пешка · c6 чёрный слон · f6 чёрный слон · h6 чёрная пешка · d5 чёрная пешка · c3 белый конь · e3 белая пешка · a2 белая пешка · b2 белая пешка · c2 белый ферзь · f2 белая пешка · g2 белая пешка · h2 белая пешка · b1 белый король · d1 белая ладья · f1 белый слон · h1 белая ладья | a8 чёрная ладья · d8 чёрный ферзь · f8 чёрная ладья · g8 чёрный король · a7 чёрная пешка · f7 чёрная пешка · g7 чёрная пешка · b6 чёрная пешка · c6 чёрный слон · f6 чёрный слон · h6 чёрная пешка · d5 чёрная пешка · c3 белый конь · e3 белая пешка · a2 белая пешка · b2 белая пешка · c2 белый ферзь · f2 белая пешка · g2 белая пешка · h2 белая пешка · b1 белый король · d1 белая ладья · f1 белый слон · h1 белая ладья | a8 чёрная ладья · d8 чёрный ферзь · f8 чёрная ладья · g8 чёрный король · a7 чёрная пешка · f7 чёрная пешка · g7 чёрная пешка · b6 чёрная пешка · c6 чёрный слон · f6 чёрный слон · h6 чёрная пешка · d5 чёрная пешка · c3 белый конь · e3 белая пешка · a2 белая пешка · b2 белая пешка · c2 белый ферзь · f2 белая пешка · g2 белая пешка · h2 белая пешка · b1 белый король · d1 белая ладья · f1 белый слон · h1 белая ладья | 4 |
| 3 | a8 чёрная ладья · d8 чёрный ферзь · f8 чёрная ладья · g8 чёрный король · a7 чёрная пешка · f7 чёрная пешка · g7 чёрная пешка · b6 чёрная пешка · c6 чёрный слон · f6 чёрный слон · h6 чёрная пешка · d5 чёрная пешка · c3 белый конь · e3 белая пешка · a2 белая пешка · b2 белая пешка · c2 белый ферзь · f2 белая пешка · g2 белая пешка · h2 белая пешка · b1 белый король · d1 белая ладья · f1 белый слон · h1 белая ладья | a8 чёрная ладья · d8 чёрный ферзь · f8 чёрная ладья · g8 чёрный король · a7 чёрная пешка · f7 чёрная пешка · g7 чёрная пешка · b6 чёрная пешка · c6 чёрный слон · f6 чёрный слон · h6 чёрная пешка · d5 чёрная пешка · c3 белый конь · e3 белая пешка · a2 белая пешка · b2 белая пешка · c2 белый ферзь · f2 белая пешка · g2 белая пешка · h2 белая пешка · b1 белый король · d1 белая ладья · f1 белый слон · h1 белая ладья | a8 чёрная ладья · d8 чёрный ферзь · f8 чёрная ладья · g8 чёрный король · a7 чёрная пешка · f7 чёрная пешка · g7 чёрная пешка · b6 чёрная пешка · c6 чёрный слон · f6 чёрный слон · h6 чёрная пешка · d5 чёрная пешка · c3 белый конь · e3 белая пешка · a2 белая пешка · b2 белая пешка · c2 белый ферзь · f2 белая пешка · g2 белая пешка · h2 белая пешка · b1 белый король · d1 белая ладья · f1 белый слон · h1 белая ладья | a8 чёрная ладья · d8 чёрный ферзь · f8 чёрная ладья · g8 чёрный король · a7 чёрная пешка · f7 чёрная пешка · g7 чёрная пешка · b6 чёрная пешка · c6 чёрный слон · f6 чёрный слон · h6 чёрная пешка · d5 чёрная пешка · c3 белый конь · e3 белая пешка · a2 белая пешка · b2 белая пешка · c2 белый ферзь · f2 белая пешка · g2 белая пешка · h2 белая пешка · b1 белый король · d1 белая ладья · f1 белый слон · h1 белая ладья | a8 чёрная ладья · d8 чёрный ферзь · f8 чёрная ладья · g8 чёрный король · a7 чёрная пешка · f7 чёрная пешка · g7 чёрная пешка · b6 чёрная пешка · c6 чёрный слон · f6 чёрный слон · h6 чёрная пешка · d5 чёрная пешка · c3 белый конь · e3 белая пешка · a2 белая пешка · b2 белая пешка · c2 белый ферзь · f2 белая пешка · g2 белая пешка · h2 белая пешка · b1 белый король · d1 белая ладья · f1 белый слон · h1 белая ладья | a8 чёрная ладья · d8 чёрный ферзь · f8 чёрная ладья · g8 чёрный король · a7 чёрная пешка · f7 чёрная пешка · g7 чёрная пешка · b6 чёрная пешка · c6 чёрный слон · f6 чёрный слон · h6 чёрная пешка · d5 чёрная пешка · c3 белый конь · e3 белая пешка · a2 белая пешка · b2 белая пешка · c2 белый ферзь · f2 белая пешка · g2 белая пешка · h2 белая пешка · b1 белый король · d1 белая ладья · f1 белый слон · h1 белая ладья | a8 чёрная ладья · d8 чёрный ферзь · f8 чёрная ладья · g8 чёрный король · a7 чёрная пешка · f7 чёрная пешка · g7 чёрная пешка · b6 чёрная пешка · c6 чёрный слон · f6 чёрный слон · h6 чёрная пешка · d5 чёрная пешка · c3 белый конь · e3 белая пешка · a2 белая пешка · b2 белая пешка · c2 белый ферзь · f2 белая пешка · g2 белая пешка · h2 белая пешка · b1 белый король · d1 белая ладья · f1 белый слон · h1 белая ладья | a8 чёрная ладья · d8 чёрный ферзь · f8 чёрная ладья · g8 чёрный король · a7 чёрная пешка · f7 чёрная пешка · g7 чёрная пешка · b6 чёрная пешка · c6 чёрный слон · f6 чёрный слон · h6 чёрная пешка · d5 чёрная пешка · c3 белый конь · e3 белая пешка · a2 белая пешка · b2 белая пешка · c2 белый ферзь · f2 белая пешка · g2 белая пешка · h2 белая пешка · b1 белый король · d1 белая ладья · f1 белый слон · h1 белая ладья | 3 |
| 2 | a8 чёрная ладья · d8 чёрный ферзь · f8 чёрная ладья · g8 чёрный король · a7 чёрная пешка · f7 чёрная пешка · g7 чёрная пешка · b6 чёрная пешка · c6 чёрный слон · f6 чёрный слон · h6 чёрная пешка · d5 чёрная пешка · c3 белый конь · e3 белая пешка · a2 белая пешка · b2 белая пешка · c2 белый ферзь · f2 белая пешка · g2 белая пешка · h2 белая пешка · b1 белый король · d1 белая ладья · f1 белый слон · h1 белая ладья | a8 чёрная ладья · d8 чёрный ферзь · f8 чёрная ладья · g8 чёрный король · a7 чёрная пешка · f7 чёрная пешка · g7 чёрная пешка · b6 чёрная пешка · c6 чёрный слон · f6 чёрный слон · h6 чёрная пешка · d5 чёрная пешка · c3 белый конь · e3 белая пешка · a2 белая пешка · b2 белая пешка · c2 белый ферзь · f2 белая пешка · g2 белая пешка · h2 белая пешка · b1 белый король · d1 белая ладья · f1 белый слон · h1 белая ладья | a8 чёрная ладья · d8 чёрный ферзь · f8 чёрная ладья · g8 чёрный король · a7 чёрная пешка · f7 чёрная пешка · g7 чёрная пешка · b6 чёрная пешка · c6 чёрный слон · f6 чёрный слон · h6 чёрная пешка · d5 чёрная пешка · c3 белый конь · e3 белая пешка · a2 белая пешка · b2 белая пешка · c2 белый ферзь · f2 белая пешка · g2 белая пешка · h2 белая пешка · b1 белый король · d1 белая ладья · f1 белый слон · h1 белая ладья | a8 чёрная ладья · d8 чёрный ферзь · f8 чёрная ладья · g8 чёрный король · a7 чёрная пешка · f7 чёрная пешка · g7 чёрная пешка · b6 чёрная пешка · c6 чёрный слон · f6 чёрный слон · h6 чёрная пешка · d5 чёрная пешка · c3 белый конь · e3 белая пешка · a2 белая пешка · b2 белая пешка · c2 белый ферзь · f2 белая пешка · g2 белая пешка · h2 белая пешка · b1 белый король · d1 белая ладья · f1 белый слон · h1 белая ладья | a8 чёрная ладья · d8 чёрный ферзь · f8 чёрная ладья · g8 чёрный король · a7 чёрная пешка · f7 чёрная пешка · g7 чёрная пешка · b6 чёрная пешка · c6 чёрный слон · f6 чёрный слон · h6 чёрная пешка · d5 чёрная пешка · c3 белый конь · e3 белая пешка · a2 белая пешка · b2 белая пешка · c2 белый ферзь · f2 белая пешка · g2 белая пешка · h2 белая пешка · b1 белый король · d1 белая ладья · f1 белый слон · h1 белая ладья | a8 чёрная ладья · d8 чёрный ферзь · f8 чёрная ладья · g8 чёрный король · a7 чёрная пешка · f7 чёрная пешка · g7 чёрная пешка · b6 чёрная пешка · c6 чёрный слон · f6 чёрный слон · h6 чёрная пешка · d5 чёрная пешка · c3 белый конь · e3 белая пешка · a2 белая пешка · b2 белая пешка · c2 белый ферзь · f2 белая пешка · g2 белая пешка · h2 белая пешка · b1 белый король · d1 белая ладья · f1 белый слон · h1 белая ладья | a8 чёрная ладья · d8 чёрный ферзь · f8 чёрная ладья · g8 чёрный король · a7 чёрная пешка · f7 чёрная пешка · g7 чёрная пешка · b6 чёрная пешка · c6 чёрный слон · f6 чёрный слон · h6 чёрная пешка · d5 чёрная пешка · c3 белый конь · e3 белая пешка · a2 белая пешка · b2 белая пешка · c2 белый ферзь · f2 белая пешка · g2 белая пешка · h2 белая пешка · b1 белый король · d1 белая ладья · f1 белый слон · h1 белая ладья | a8 чёрная ладья · d8 чёрный ферзь · f8 чёрная ладья · g8 чёрный король · a7 чёрная пешка · f7 чёрная пешка · g7 чёрная пешка · b6 чёрная пешка · c6 чёрный слон · f6 чёрный слон · h6 чёрная пешка · d5 чёрная пешка · c3 белый конь · e3 белая пешка · a2 белая пешка · b2 белая пешка · c2 белый ферзь · f2 белая пешка · g2 белая пешка · h2 белая пешка · b1 белый король · d1 белая ладья · f1 белый слон · h1 белая ладья | 2 |
| 1 | a8 чёрная ладья · d8 чёрный ферзь · f8 чёрная ладья · g8 чёрный король · a7 чёрная пешка · f7 чёрная пешка · g7 чёрная пешка · b6 чёрная пешка · c6 чёрный слон · f6 чёрный слон · h6 чёрная пешка · d5 чёрная пешка · c3 белый конь · e3 белая пешка · a2 белая пешка · b2 белая пешка · c2 белый ферзь · f2 белая пешка · g2 белая пешка · h2 белая пешка · b1 белый король · d1 белая ладья · f1 белый слон · h1 белая ладья | a8 чёрная ладья · d8 чёрный ферзь · f8 чёрная ладья · g8 чёрный король · a7 чёрная пешка · f7 чёрная пешка · g7 чёрная пешка · b6 чёрная пешка · c6 чёрный слон · f6 чёрный слон · h6 чёрная пешка · d5 чёрная пешка · c3 белый конь · e3 белая пешка · a2 белая пешка · b2 белая пешка · c2 белый ферзь · f2 белая пешка · g2 белая пешка · h2 белая пешка · b1 белый король · d1 белая ладья · f1 белый слон · h1 белая ладья | a8 чёрная ладья · d8 чёрный ферзь · f8 чёрная ладья · g8 чёрный король · a7 чёрная пешка · f7 чёрная пешка · g7 чёрная пешка · b6 чёрная пешка · c6 чёрный слон · f6 чёрный слон · h6 чёрная пешка · d5 чёрная пешка · c3 белый конь · e3 белая пешка · a2 белая пешка · b2 белая пешка · c2 белый ферзь · f2 белая пешка · g2 белая пешка · h2 белая пешка · b1 белый король · d1 белая ладья · f1 белый слон · h1 белая ладья | a8 чёрная ладья · d8 чёрный ферзь · f8 чёрная ладья · g8 чёрный король · a7 чёрная пешка · f7 чёрная пешка · g7 чёрная пешка · b6 чёрная пешка · c6 чёрный слон · f6 чёрный слон · h6 чёрная пешка · d5 чёрная пешка · c3 белый конь · e3 белая пешка · a2 белая пешка · b2 белая пешка · c2 белый ферзь · f2 белая пешка · g2 белая пешка · h2 белая пешка · b1 белый король · d1 белая ладья · f1 белый слон · h1 белая ладья | a8 чёрная ладья · d8 чёрный ферзь · f8 чёрная ладья · g8 чёрный король · a7 чёрная пешка · f7 чёрная пешка · g7 чёрная пешка · b6 чёрная пешка · c6 чёрный слон · f6 чёрный слон · h6 чёрная пешка · d5 чёрная пешка · c3 белый конь · e3 белая пешка · a2 белая пешка · b2 белая пешка · c2 белый ферзь · f2 белая пешка · g2 белая пешка · h2 белая пешка · b1 белый король · d1 белая ладья · f1 белый слон · h1 белая ладья | a8 чёрная ладья · d8 чёрный ферзь · f8 чёрная ладья · g8 чёрный король · a7 чёрная пешка · f7 чёрная пешка · g7 чёрная пешка · b6 чёрная пешка · c6 чёрный слон · f6 чёрный слон · h6 чёрная пешка · d5 чёрная пешка · c3 белый конь · e3 белая пешка · a2 белая пешка · b2 белая пешка · c2 белый ферзь · f2 белая пешка · g2 белая пешка · h2 белая пешка · b1 белый король · d1 белая ладья · f1 белый слон · h1 белая ладья | a8 чёрная ладья · d8 чёрный ферзь · f8 чёрная ладья · g8 чёрный король · a7 чёрная пешка · f7 чёрная пешка · g7 чёрная пешка · b6 чёрная пешка · c6 чёрный слон · f6 чёрный слон · h6 чёрная пешка · d5 чёрная пешка · c3 белый конь · e3 белая пешка · a2 белая пешка · b2 белая пешка · c2 белый ферзь · f2 белая пешка · g2 белая пешка · h2 белая пешка · b1 белый король · d1 белая ладья · f1 белый слон · h1 белая ладья | a8 чёрная ладья · d8 чёрный ферзь · f8 чёрная ладья · g8 чёрный король · a7 чёрная пешка · f7 чёрная пешка · g7 чёрная пешка · b6 чёрная пешка · c6 чёрный слон · f6 чёрный слон · h6 чёрная пешка · d5 чёрная пешка · c3 белый конь · e3 белая пешка · a2 белая пешка · b2 белая пешка · c2 белый ферзь · f2 белая пешка · g2 белая пешка · h2 белая пешка · b1 белый король · d1 белая ладья · f1 белый слон · h1 белая ладья | 1 |
|   | a | b | c | d | e | f | g | h |   |

В. А. Васильев наиболее известен благодаря своей партии с мастером А. П. Сокольским. Сокольский рискованно разыграл дебют, а потом пошел на выигрыш пешки, недооценив контркомбинацию противника. Позже Сокольский поместил эту партию в раздел своей книги «Современный шахматный дебют», посвященный ферзевому гамбиту. Позже партия с примечаниями Сокольского была перепечатана в статье о Васильеве, включенной в сборник «Шахматы сражаются».
Сокольский — В. Васильев
Полуфинал 16-го чемпионата СССР, Ленинград, 1947 г.
Ферзевый гамбит
1. c4 e6 2. Кc3 d5 3. d4 Кf6 4. Кf3 Сe7 5. Сg5 h6 6. Сh4 0-0 7. e3 b6 8. Фc2 c5 9. 0-0-0 cd 10. К:d4 Сb7 11. С:f6 С:f6 12. cd ed 13. Крb1 Кc6 14. К:c6 С:c6. (См. диаграмму) 15. К:d5 С:d5 16. Сc4 С:c4 17. Л:d8 Лa: d8 18. Ф:c4 Лd2 19. b4 Лfd8 20. Лe1 b5 21. Ф:b5 Лc8.
Белые сдались.